# Memo Rhein
Hanspeter „Memo“ Rhein (* 11. Juli 1950 in Weil am Rhein) ist ein deutscher Unternehmer, Musikmanager, Produzent und Gründer des Klassiklabels Cugate Classics.

## Leben
Nach seiner Lehre zum Radio- und Fernsehtechniker ging Hanspeter Rhein nach München, um zu arbeiten und nebenher zu studieren. 1976 eröffnete er mit dem „Memoland“ sein erstes eigenes Jazzlokal. Das „Memoland“ gilt als die Geburtsstätte der Spider Murphy Gang, die er anschließend drei Jahre lang managte, genauso wie später die Münchener Freiheit und Supercharge. Weitere Projekte in München waren z. B. die Mitgründung von „Rockhouse“, das nach dem Motto „im Rollstuhl zum Rockkonzert“ Behinderte integrierte. 1981 eröffnete er die Theater- und Konzerthalle „Alabama“, aus der neben Rockkonzerten die bekannte Jugendsendung „Live aus dem Alabama“ im Fernsehen ausgestrahlt wurde. An der 1983 ausgerichteten IGA in München organisierte er das Live-Programm mit 900 Konzerten an 180 Tagen. Gleichzeitig streckte er seine Fühler in die DDR aus und organisierte Konzerte mit Karat und den Puhdys. Nach der Wende verlegte er seinen Wohnsitz mit Ehefrau und Tochter nach Berlin und organisierte die Privatisierung des VEB Deutsche Schallplatten. Beim Verkauf des Potsdamer Schallplatten-Presswerks nach Russland kam er mit russischen Künstlern in Kontakt. Er war beteiligt am Aufbau von drei Studios in St. Petersburg/Russland, Tiflis/Georgien und Vilnius/Litauen. Bis 1996 produzierte er über 800 Alben, die u. a. von Sony Classical vertrieben wurden. Sein größtes Projekt war die Projektleitung des Umbaus des 2010 eröffneten Konzertsaals im Kulturzentrum Tiflis.
Seit der Gründung der Cugate Ltd. 2003 arbeitet Memo Rhein an einer tracking-and-tracing-Software zur Nachverfolgung digitaler Dateien. Das Unternehmen hält 2 weltweite Patente auf Fingerprinting- und Watermarking-Verfahren von digitalen Dateien.

## Labels
- Cugate Classics
- Clásicos Latinos
- Memo Music[7]
- Kintsugi Recordings
- Digital Focus[8]
- Infinity Digital[9]